# Acipenseridae
La famiglia Acipenseridae comprende 26 specie (alcune di queste comprendono più sottospecie) di pesci anadromi e d'acqua dolce comunemente conosciuti come storioni, appartenenti all'ordine Acipenseriformes.

## Distribuzione e habitat
Questi pesci sono diffusi pressoché in tutte le acque fredde e temperate dell'emisfero boreale.

## Etimologia
Il nome della famiglia deriva dalla parola latina acipenser, che significa proprio storione.

## Pesca
Molte specie sono considerate pregiate prede da pesca e le loro carni sono commercializzate in tutto il mondo. Le uova di storione, chiamate caviale, costituiscono una specialità di gastronomia molto costosa e ricercata.

## Tassonomia
- Sottofamiglia Acipenserinae
  - genere Acipenser Linnaeus, 1758
    - Acipenser baerii
    - Acipenser brevirostrum
    - Acipenser dabryanus
    - Acipenser fulvescens
    - Acipenser gueldenstaedtii
    - Acipenser medirostris
    - Acipenser mikadoi
    - Acipenser naccarii
    - Acipenser nudiventris
    - Acipenser oxyrinchus
      - Acipenser oxyrinchus desotoi

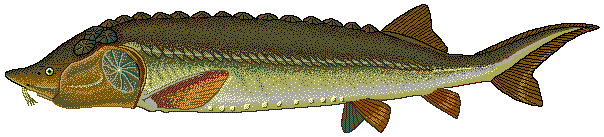
Huso huso

      - Acipenser oxyrinchus oxyrinchus

    - Acipenser persicus
    - Acipenser ruthenus
    - Acipenser schrenckii
    - Acipenser sinensis
    - Acipenser stellatus
    - Acipenser sturio
    - Acipenser transmontanus

  - genere Huso Brandt et Ratzeburg, 1833
    - Huso dauricus
    - Huso huso
- Sottofamiglia Scaphirhynchinae
  - genere Pseudoscaphirhynchus Nikolskii, 1900
    - Pseudoscaphirhynchus fedtschenkoi
    - Pseudoscaphirhynchus hermanni
    - Pseudoscaphirhynchus kaufmanni

  - genere Scaphirhynchus Heckel, 1836
    - Scaphirhynchus albus
    - Scaphirhynchus platorynchus
    - Scaphirhynchus suttkusi